# I Monster
 (avril 2023).
Si vous disposez d'ouvrages ou d'articles de référence ou si vous connaissez des sites web de qualité traitant du thème abordé ici, merci de compléter l'article en donnant les références utiles à sa vérifiabilité et en les liant à la section « Notes et références ».
I Monster est un duo de musiciens anglais, originaire de Sheffield, composé de Dean Honer et Jarrod Gosling.
Leur registre appartient à la musique électronique avec des mélodies diverses, pop, electro, rappelant certaines musiques de films.
Le groupe a été formé en 1997 à la suite d'une rencontre de ses deux membres fondateurs dans une bibliothèque, où ils cachaient tous deux des vinyles dans leur pantalon. Ils sortiront leur premier album These Are Our Children l'année d'après.
Dean Honer s'impliquera dans un collectif All Seeing I, dans le même temps Jarrod Gosling produira Add N to (X).
Il fallut cependant attendre 2003 pour voir la sortie de l'album qui les rendit célèbres, Neveroddoreven avec le single de la pub Toyota Yaris, Hey Mrs, et une reprise de Daydream de The Wallace Collection, single utilisé pour la publicité française "Les produits Laitiers - Des Sensations Pures", mais aussi "Heaven" pour la publicité CIDIL[réf. nécessaire].
Participant à des festivals au Royaume-Uni et en Europe, le groupe sort un troisième album, A Dense Swarm of Ancient Stars, en 2009.
Le 26 février 2016, le groupe sort discrètement un nouvel album, Bright Sparks.

## Discographie
Albums Studio
- These Are Our Children - 1997
- Neveroddoreven - 2003
- A Dense Swarm of Ancient Stars - 2009
- People Soup - 2013[2]
- Bright Sparks - 2016

Compilations
- Rare - 2012
- Remixed - 2012
- Swarf - 2013